# Ōza 2014
L'Ōza 2014 è stata la sessantaduesima edizione del torneo goistico giapponese Ōza.

## Svolgimento

### Fase preliminare
La fase preliminare serve a determinare chi accede al torneo per la selezione dello sfidante. Consiste in una serie di tornei preliminari iniziali, i cui vincitori si qualificano al torneo per la determinazione dello sfidante.
- W indica vittoria col bianco
- B indica vittoria col nero
- X indica la sconfitta
- +R indica che la partita si è conclusa per abbandono
- +N indica lo scarto dei punti a fine partita
- +F indica la vittoria per forfeit
- +T indica la vittoria per timeout
- +? indica una vittoria con scarto sconosciuto
- V indica una vittoria in cui non si conosce scarto e colore del giocatore

|  | Primo turno        | Primo turno        | Primo turno |  |  | Secondo turno      | Secondo turno      | Secondo turno    |       |                  | Semifinali       | Semifinali   | Semifinali |  |  | Finale | Finale | Finale |
|  |                    |                    |             |  |  |                    |                    |                  |       |                  |                  |              |            |  |  |        |        |        |
|  | Nobuaki Anzai      | Nobuaki Anzai      | W+R         |  |  |                    |                    |                  |       |                  |                  |              |            |  |  |        |        |        |
|  | Han Zenki          | Han Zenki          |             |  |  | Nobuaki Anzai      | Nobuaki Anzai      | B+R              |       |                  |                  |              |            |  |  |        |        |        |
|  | Taiki Seto         | Taiki Seto         | B+3,5       |  |  | Taiki Seto         | Taiki Seto         |                  |       |                  |                  |              |            |  |  |        |        |        |
|  | Norimoto Yoda      | Norimoto Yoda      |             |  |  |                    |                    |                  |       | Nobuaki Anzai    | Nobuaki Anzai    |              |            |  |  |        |        |        |
|  | Keigo Yamashita    | Keigo Yamashita    |             |  |  |                    | Rin Kanketsu       | Rin Kanketsu     | B+2,5 |                  |                  |              |            |  |  |        |        |        |
|  | Rin Kanketsu       | Rin Kanketsu       | W+5,5       |  |  | Rin Kanketsu       | Rin Kanketsu       | W+R              |       |                  |                  |              |            |  |  |        |        |        |
|  | Hironari Nakano    | Hironari Nakano    | W+0,5       |  |  | Hironari Nakano    | Hironari Nakano    |                  |       |                  |                  |              |            |  |  |        |        |        |
|  | Yu Zhengqi         | Yu Zhengqi         |             |  |  |                    |                    |                  |       |                  | Rin Kanketsu     | Rin Kanketsu |            |  |  |        |        |        |
|  | Daisuke Murakawa   | Daisuke Murakawa   | W+0,5       |  |  |                    | Daisuke Murakawa   | Daisuke Murakawa | B+R   |                  |                  |              |            |  |  |        |        |        |
|  | Cho U              | Cho U              |             |  |  | Daisuke Murakawa   | Daisuke Murakawa   | B+R              |       |                  |                  |              |            |  |  |        |        |        |
|  | Rin Kono           | Rin Kono           | W+R         |  |  | Rin Kono           | Rin Kono           |                  |       |                  |                  |              |            |  |  |        |        |        |
|  | Kim Sujun          | Kim Sujun          |             |  |  |                    |                    |                  |       | Daisuke Murakawa | Daisuke Murakawa | B+R          |            |  |  |        |        |        |
|  | O Rissei           | O Rissei           | B+R         |  |  |                    | O Rissei           | O Rissei         |       |                  |                  |              |            |  |  |        |        |        |
|  | Satoshi Yuki       | Satoshi Yuki       |             |  |  | O Rissei           | O Rissei           | B+R              |       |                  |                  |              |            |  |  |        |        |        |
|  | Naoyuki Nakane     | Naoyuki Nakane     |             |  |  | Takehisa Matsumoto | Takehisa Matsumoto |                  |       |                  |                  |              |            |  |  |        |        |        |
|  | Takehisa Matsumoto | Takehisa Matsumoto | B+R         |  |  |                    |                    |                  |       |                  |                  |              |            |  |  |        |        |        |

### Finale
La finale è una sfida al meglio delle cinque partite.